# Balad (Israel)
Der Balad (hebräisch בל״ד, Akronym für hebräisch בְּרִית לְאֻמִּית דֵּמוֹקְרָטִית Brit ləʾumit demokratit, deutsch ‚Nationales demokratisches Bündnis‘; arabisch التجمع الوطني الديمقراطي at-Tadschammuʿ al-watanī ad-dīmuqrātī, DMG at-Taǧammuʿ al-waṭanī ad-dīmuqrāṭī) ist eine arabische Partei in Israel. Sie wurde 1995 gegründet und setzt sich dafür ein, dass Israel nicht als „jüdischer Staat“ definiert wird, sondern als „Staat all seiner Bürger“. Das hebräische Akronym des Parteinamens erinnert an das arabische Wort balad, das Land bedeutet.
1999 kandidierte der Parteivorsitzende Asmi Bischara als erster Araber bei den Premierminister-Wahlen, zog seine Kandidatur jedoch nach Verhandlungen mit Ehud Barak von der Arbeitspartei zurück.

## Teilnahme an Knesset-Wahlen
Bei den Wahlen zur 14. Knesset im Jahr 1996 trat die Partei gemeinsam mit Chadasch an und errang zwei Mandate, gegen Ende der Legislaturperiode verließen jedoch beide Abgeordnete die Partei und bildeten eine eigene Parlamentariergruppe. Bei den Wahlen zur 15. Knesset im Jahr 1999 errang Balad zwei Mandate, während der Legislaturperiode spaltete sich jedoch die Parlamentariergruppe. Bei den Knesset-Wahlen 2003 und 2006 errang Balad jeweils drei Mandate.
Im Jahre 2009 entschied das israelische zentrale Wahlkomitee zunächst, Balad und die zur Vereinigten Arabischen Liste gehörende Partei Taʿal von der Knesset-Wahl am 10. Februar auszuschließen, da beide zu Gewalt aufwiegeln, den Terrorismus unterstützen und den Staat Israel nicht anerkennen würden. Das Oberste Gericht hob diesen Ausschluss aber auf. Auch 2009 und 2013 errang die Partei je drei Mandate. Zur Knesset-Wahl 2015 schloss sich Balad mit der Vereinigten Arabischen Liste (Raʿam), Taʿal und Chadasch zur Vereinten Liste zusammen. Das Wahlbündnis errang zusammen dreizehn Parlamentssitze.
Zur Knesset-Wahl im 2019 bildete Balad mit Raʿam eine gemeinsame Liste, auf die vier Mandate entfielen. Zur Wahl im September 2019 trat wieder eine gemeinsame Liste der vier arabischen Parteien Balad, Raʿam, Taʿal und Chadasch an.
Bei der Wahl 2022 scheiterte die Partei an der 3,25-Prozent-Hürde.
Zu den bekannten Abgeordneten der Balad gehörte Hanin Soabi.